# Château de Coulennes
Le château de Coulennes est un château situé sur le territoire de la commune de Loué, dans la région historique du Maine (dans l'actuel département de la Sarthe), en France. 
Cet édifice est en partie inscrit au titre des monuments historiques.

## Localisation
Le château est situé dans le Sarthe, à 2,5 km au nord-est du bourg de Loué et à 1,6 km au sud-ouest de celui de Chassillé.

## Histoire
Héritiers de Marthe Poussin, dame de Juigné et de Coulennes en 1329, les Le Clerc possèdent la seigneurie de Coulennes pendant près de quatre siècles. Occupé par la famille Richemont de 1979 à 2005, le domaine est alors acheté par Jean Delgorgue.

## Architecture
Le château de Coulennes, bâti dans le fond de la vallée de la Vègre, présente un long corps de logis seulement élevé d'un rez-de-chaussée sur le côté d'un terre-plein quadrangulaire entouré de larges douves.
Les façades et toitures du château et du pavillon carré, la chapelle, les douves avec leurs murs et leurs deux tourelles d'angle font l'objet d'une inscription aux monuments historiques depuis le 12 septembre 1977.